# Kang (nom de famille)
Pour les articles homonymes, voir Kang.
Cette page présente le nom de famille Kang ainsi que ses variantes.
Kang est un nom de famille coréen. En somme, les titulaires de ce nom est de 1 176 847 en Corée du Sud, selon le recensement national de 2015, se classant au 6ème rang des noms de famille coréens. Alors que le nom « Kang » peut représenter n'importe lequel des 5 caractères hanja ou chinois différents, la grande majorité (plus d'un million) porte le nom de famille 姜. Le nom de famille chinois Jiāng a également le même caractère 姜.

## Clans

Le sceau royal de la famille Jinju Kang (姜) dans le royaume de Goguryeo.

Les clans dont le nom de famille utilise le caractère en hanja 姜 incluent les clans du siège Jinju et Geumcheon. La majorité appartient au clan Jinju Kang (ko) (hangeul : 진주 강씨 ; hanja : 晉州 姜氏 ) qui descendrait du commandant de Goguryeo, Kang Isik. Le clan Geumcheon Kang (ko) (hangeul : 금천 강씨 ; hanja : 衿川 姜氏) descend d'un ancêtre dont le siège ancestral était à Geumcheon, qui fait maintenant partie de Séoul.
Les clans dont le nom de famille utilise le caractère en hanja 康 incluent le clan Sincheon (ko) et le clan Yeonggang (ko). Le clan Sincheon Kang est divisé en Goksan (ko) (hangeul : 곡산 강씨 ; hanja : 谷山 康氏) et Jaeryeong (hangeul : 재령 강씨 ; hanja : 載寧 康氏).

## Individus notables

### Historique
- Kang Yisik, lord général et officier militaire du royaume de Koguryo.
- Kang Gamchan, lord général et fonctionnaire militaire de la dynastie Goryeo.
- Kang Jo (mort en 1010), général qui a servi sous l'empereur Mokjong et l'empereur Hyeonjong de Goryeo
- Kang Hong-rip, un officier militaire de la dynastie Joseon.
- Kang Huian (1417?-1464), éminent peintre du début de la période Joseon
- Kang Sehwang (1713–1791), maire de Hansung (aujourd'hui la capitale de Séoul), haut fonctionnaire du gouvernement et représentant royal de l'artiste et calligraphe au milieu de la dynastie Joseon.

### Moderne
- C.S. Eliot Kang, diplomate américain et membre du US Senior Executive Service
- Kang Chan-hee, chanteur sud-coréen, membre du boys group SF9
- Kang Chang-hee, président de l'Assemblée nationale de Corée du Sud
- Kang Chang-gi, milieu de terrain de football sud-coréen
- Gaho (né Kang Dae-ho), chanteur, auteur-compositeur et producteur sud-coréen
- Kang Daesung, chanteur sud-coréen, membre du boys group Big Bang
- Kang Daniel, chanteur sud-coréen, ancien membre du boys band Wanna One
- Dawon Kahng, scientifique coréen-américain, inventeur du MOSFET
- Baekho (né Kang Dong-ho), chanteur sud-coréen, ancien membre du boys group NU'EST
- Kang Dong-suk, violoniste sud-coréen
- Kang Dong-suk, navigateur sud-coréen
- Gang Dong-won, acteur sud-coréen
- Emil Kang, leader artistique coréen-américain et nommé par le président au Conseil national des arts
- Kang Full (né Kang Do-young), artiste sud-coréen de webtoons
- Gang Gyeong-hyo, pentathlète moderne sud-coréen
- Kang Han-na, actrice sud-coréenne
- Kang Ha-neul, acteur sud-coréen
- Gary (né Kang Hee-gun), rappeur sud-coréen, ancien membre du duo hip hop Leessang
- Kang Ho-dong, artiste sud-coréen
- Kang Hye-jung, actrice sud-coréenne
- Kang Hye-mi, volleyeuse sud-coréenne
- Kang Hye-won, chanteuse sud-coréenne, ancienne membre du girl group Iz*One
- Kino (né Kang Hyung-gu), chanteur sud-coréen, membre du boys group Pentagon
- Kang Ji-hwan, acteur sud-coréen
- Soyou (née Kang Ji-Hyun), chanteuse sud-coréenne, membre du girl group Sistar
- Kang Ji-young, chanteuse sud-coréenne, membre du girl group Kara
- Jung-ho Kang, joueur de baseball
- Katherine Anna Kang, conceptrice et productrice de jeux vidéo américaine, machinima et réalisatrice de documentaires
- Kang Kyung-ho, artiste martial mixte sud-coréen
- Kang Kyung-wha, 38ème ministre des Affaires étrangères de Corée du Sud
- Kang Min, joueur sud-coréen de StarCraft
- Kang Mi-na, chanteuse sud-coréenne, ancienne membre des grils group I.O.I et Gugudan
- Kang Min-hyuk, batteur et acteur sud-coréen, membre du groupe de rock CNBLUE
- Kang Min-hyuk, joueur de badminton sud-coréen
- Kang Min-kyung, chanteur sud-coréen, membre du duo pop Davichi
- Kang Nung-su, critique littéraire et homme politique nord-coréen
- Kang Ryang-uk, homme politique nord-coréen et ministre protestant nord-coréen et président de la Fédération chrétienne de Corée, vice-premier ministre de Corée du Nord et secrétaire de l'Assemblée populaire suprême
- Kang Seul-gi, chanteuse sud-coréenne, membre du girl group Red Velvet
- Kang Seung-yoon, chanteur sud-coréen, membre du boys group Winner
- Kang So-ra, actrice sud-coréenne
- Sung Kang (né Kang Sung-ho), acteur coréen-américain
- Kang Sung-hoon, chanteur sud-coréen, membre du boys group Sechs Kies
- Kang Ye-seo, chanteuse et actrice sud-coréenne, membre du girl group Kep1er
- Kang Ye-won, actrice sud-coréenne
- Kang Yong-sop, président de la Fédération chrétienne coréenne et vice-président du Conseil coréen des religieux
- Young K (né Kang Young-hyun), chanteur sud-coréen, membre du groupe de rock Day6
- Kang Young-joong, président du groupe Daekyo
- Kang Yu-chan, chanteur et acteur sud-coréen, membre du boys group A.C.E
- Kang Yeosang, chanteur sud-coréen membre du groupe Ateez